# سي إتش-46 سي نايت
سي إتش-46 سي (بالإنجليزية: CH-46 Sea Knight)هي مروحية نقل ذات اقلاع متوسط بمراوح مترادفة تستخدمها قوات مشاة البحرية الأمريكية لتوفير الدعم اللازم في كل الأوقات وتحت اسوء الظروف الجوية.
هدفها الرئيسي توفير الدعم الهجومي يليه نقل المؤن والمعدات ومهمات البحث والإنقاذ ومن مهماتها أيضاً، استرجاع حطام الطائرات التي تعرضت للسقوط وكذلك الافراد.
النسخة المدنية هي BV107-II ويطلق عليها فيرتول>

## التطوير
اشتهرت شركة Piasecki لصناعة المروحيات بأنها الرائدة في مجال صنع المروحيات مترادفت الدوارات، بنموذجها الأشهر H-12, «الموزة الطائرة».
تحولت شركة Piasecki إلى شركة فيرتول في العام 1955, فيما بدأ العمل مجدداً على طراز احدث من مروحيات الدوارات المترادفة، الذي ظهر في العام 1956, بالنموذج فيرتول 107 أو V-107, بمحركين طراز لايكمينغ T58, بقدرة 877 حصان (640 ك ط)., حلق النموذج 107 لأول مرة، في 22 فبراير 1958. تلى ذلك القيام برحلات استعراضية للنموذج، في داخل الولايات المتحدة وخارجها.
وفي العام 1958, فازت فيرتول بعقد من الجيش الأمريكي، للحصول على 10 مروحيات طراز YHC-1A".
قلصت الصفقة لاحقاً، لتقتصر على 3 فقط، حتى يتسنى للجيش ان يوفر التمويل اللازم للحصول على الطراز V-114, ذو المحرك التوربيني وكذلك بدوارات مترادفة ولكن أكبر حجما من V-107.
تلك المروحيات الثلاث، تعمل على محرك طراز GE-T-58.
النموذج YHC-1A, حلق لأول مرة في أغسطس من العام1959. صمم منه لاحقا، نموذج مدني مطور وهو النموذج 107، من اجل التصدير.II.
في العام 1960 اعلنت البحرية الأمريكية، عن رغبتها في الحصول على مروحيات هجومية، ذات محرك مزدوج توربيني، لحمل المؤن والافراد، لاستبدالها بالمروحيات القديمة، ذات محرك المكبس، والتي كانت لا تزال في الخدمة.
فازت فيرتول بالصفق، بمنوذجها 107 M, بعد تقديم عطاء التصميم، ليصبح بذلك النموذج، HRB-1, في أوائل العام 1961,. استحوذت بوينغ على شركة فيرتول، ليعاد تسميت المجموعة بوينغ فيرتول.
في العام 1961, بدأإنتاج النموذج الجديد، ليلبي تطلاعات قوات مشاة البحرية الأمريكية، في الحصول على مروحية، متوسطة الأقلاع.
كان التحليق الأول لهذا النموذج، عام 1962, استبدل بالنموذج CH-46A.
اعقب ذلك ادخال اسطول من النموذج CH-46A, لقوات مشاة البحرية الأمريكية، وآخر من النموذج، UH-46A, للبحرية الأمريكية.
زود النموذج، CH-46A, بزوج من محركات، T58-GE8-8B, بقوة، 1250 حصان (930 كيلوواط), لكل منهما، مما اعطاها القدرة على حمل17 فرد، أو 1815 كيلوجرام.
بدأ إنتاج النموذج المطور، CH-46D, ثم تسليم الطلبات عليه، في العام 1966. شملت عملية التطوير تعديلات على شفرات الدوارات، وإضافة محرك أكثر قوة وهو المحرك، T58-GE-10, من نوع عمود دوار توربيني، بقدرة 1400 حصان، (1040 كيلو واط). هذه القدرة المضافة مكنت النموذج، D, من حمل 25 فرد، أو 3180 كيلو جرام (7000 رطل) من الحمولة.
بالإضافة للطلبات التي تسلمتها البحرية الأمريكية، من النموذج، USMC CH-46Ds, تسلمت كذلك عدد قليل من النموذج، UH-46D, من أجل عمليات تزويد السفن بالمؤن.
وللأضافة، فقد خضعت 33 مروحية، للترقية من نموذج CH-46A, إلى النموذج CH-46D.
بين العامين، 1968-1971, استلمت مشاة البحرية، النموذج CH-46F, العائلة F, احتفظت بنفس محرك العائلة D, وهو المحرك T58-GE-10, ولكن بنسخة منقحة من إلكترونيات الطيران وبعض التعديلات الآخر. النموذج CH-46F هو آخر النماذج المنتجة.
أغلب مورحية سي نيغت خضعت لعمليات التطوير والترقية لمستوى معايير النموذج CH-46E, الذي يتميز بالشفرات المصنوعة من الألياف الزجاجية، والهيكل المدعم، وشملت الترقية كذلك إضافة المحرك T58-GE-16 بقدرة 1870 حصان لكل محرك، حتى ان البعض من نماذج CH-46E, ضُعِف خزان الوقود فيها.
اما النموذج المدني وهو النموذج BV 107-II أول من تقدم للحصول عليه هي شركة خطوط نيويورك الجوية في عام 1960, وكانت أول ثلاث طائرات تحصل عليها الشركة بسعة 25 راكب لكل مروحية استلمت الشركة أول الطلبات في يوليو 1962.
في عام 1965, باعت شركة بوينغ فيرتول حق تصنيع النموذج 107 بشقية المدني والعسكري، لشركة كاواساكي للصناعات الثقيلة، KV 107 هو الاسم الذي صنعت تحته جميع المحروحيات التي صنعتها كاواساكي.

## التصميم
تحوي المروحية سي إتش-46 على دوارات مترادفة، تعمل على محركين، طراز GE T58, نوع عمود دوار توربيني، مثبتين على جانبي الجهة الخلفية من المروحية تحت الدوار الخلفي ويتم نقل الحركة للدوار الأمامي من خلال عمود لنقل الحركة، المحركان متصلان حتى لو توقف احدهما عند أي طارئ فأن الآخر يقوم بتدوير الدوارات لوحدة.
الدوار الواحد يحوي على ثلاث شفرات بالأمكان طيهن، من اجل عملية تخزين المروحية على ظهر السفينة.
تحتوي مروحية، سي إتش-46, على حيز تخزين مع رصيف منحدر لتحميل الحمولة، وفي نفس الوقت باب لحيز التخزين، ويمكن ازالته أو تركه مفتوح أثناء التحليق من اجل إعطاء حيز اضافي للحمولة الزائدة أو من اجل عمليات الأنزال الجوي.
تحتوي في داخلها على رافعة في قسمها الامامي يستعان بها لجر الحمولة لداخلها من خلال منصات توضع عليها الحمولة ويتم ادخلها عن طريق الرصيف المائل وعجلات محمل.
تستطيع رفع حمولة اضافية من على الأرض بواسطة حبل بكلاب يتدلى من بطنها وتصل قدرة الحمل للحبل إلى 4500 كغم، وكذلك بالنسبة للكلاب، لكن محدودية قدرة المحركات لا تسمح بحمل مثل هذا الوزن.
طاقمها المعتاد هو 3 افراد، ولكن بحسب المهمات المناطة بها يتم زيادة العدد، على سبيل المثالفي مهمات البحث والأنقاذ يتكون الطاقم من خمسة افراد (الطيار ومساعده ورئيس الطاقم ومسعف وسباح) وذلك من أجل الأستعداد الأمثل لمثل هذه المهمات. مثبت على كل جانب رشاش على محور رائسي الرشاش من نوع براونلي 12.7 ملم، من اجل الدفاع الذاتي.
فيها ثلاث عجلات مزدوجة صغيرة للهبوط واحد في الامام واثنان في الخلف، وتعطيها وضعية مرتفعة للمقدمة أثناء الهبوط، من اجل عمليات التحميل والانزال العجلات الرئيسية في المؤخرة وهي مزودة بنظام تعليق وكذلك تحتوي المؤخرة على خزان الوقود الذي يسع إلى 1438 لتر.

## تاريخ التشغيل

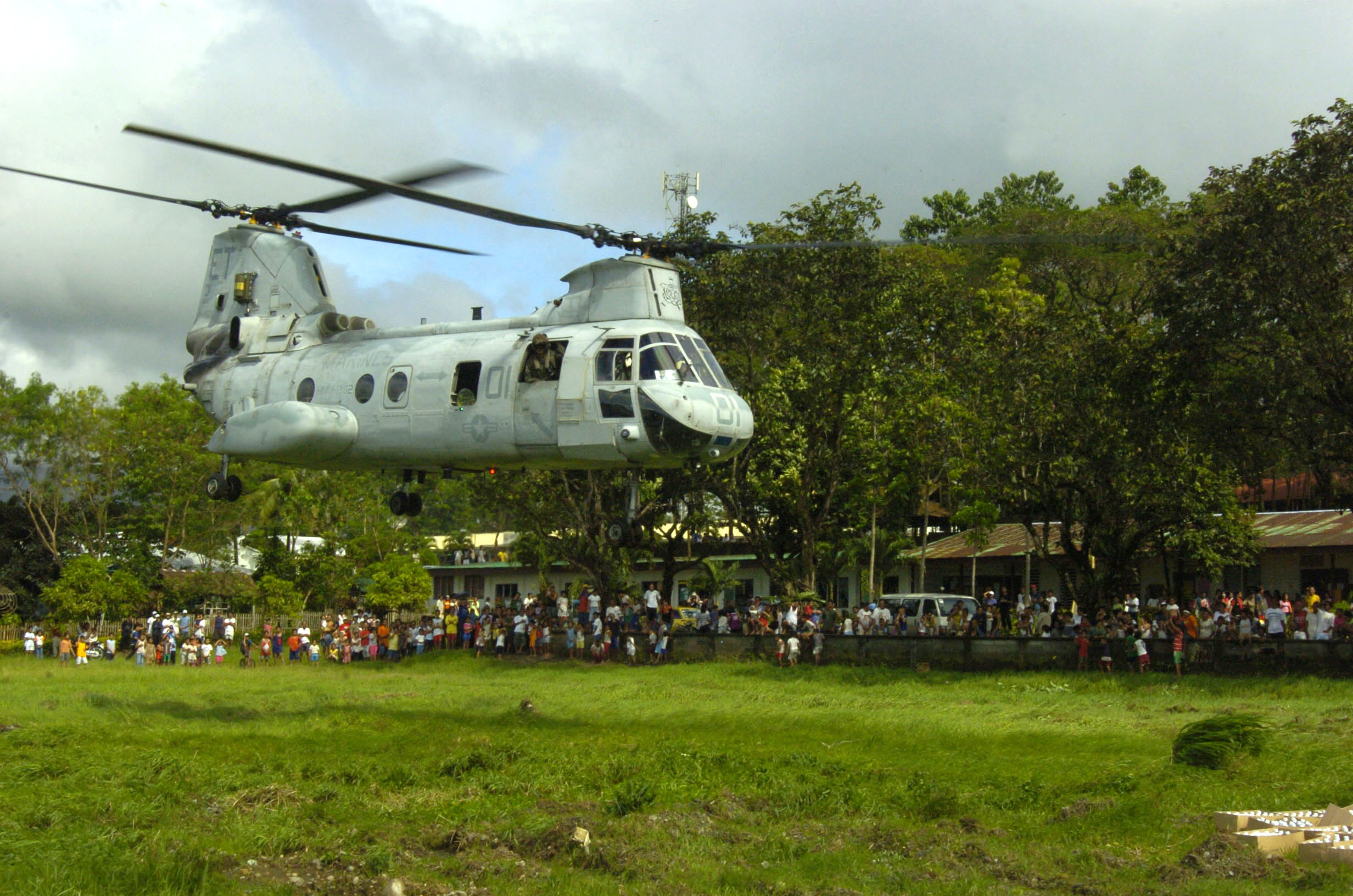
البحرية الأمريكية: سي إتش 46 سي نايت، من النمور الطائرة لسرب طائرات الهليكوبتر البحرية المتوسطة 262 (HMM-262) تقلع بعد تفريغ الطعام والبطانيات والمياه والإمدادات الحيوية الأخرى للناجين من الكارثة

### في المجال العسكري
عرفت لدى العامة بلقب «الضفدع», شاركت في جميع مهمات مشات البحرية في وقت السلم والحرب مذ دخولها الخدمة. ولا تزال.
الثقة التي حظيت بها حصيلة لتاريخها الطويل بأنها طائرة يعتمد عليها، خلقت لدى مستخدميها قيماً، تنعكس بعبارت تقدير، يتداولنها بينهم، مثل " ضفادع للأبد", و"لا تثق أبداً بمروحية عمرها أقل من 30 عام"".
في 2003 استخدمتها قوات مشاة البحرية في اجتياح العراق، وقد تنوعت مهماتها، من نقل الجنود، ونقل المؤن والعتاد للخطوط الأمامية.
وقد شاركت السي إتش-46 بجانب سي إتش-53 إي، في عملية تحرير الرهينة، الرقيب جسيكا لونش من أحد المستشفيات العراقية في 1 أبريل 2003.

## المستخدمون

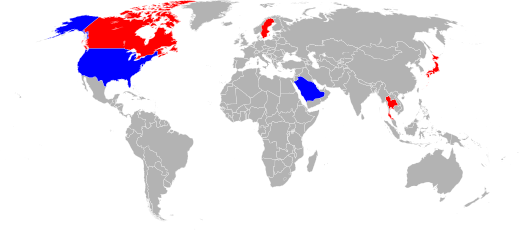
المشغلون حول العالم للسي إتش-46 الأزرق= حاليون ; الأحمر= سابقون

### المجال العسكري
السعودية
- وزارة الداخلية المديرية العامة للدفاع المدني.

 الولايات المتحدة
- قوات مشاة بحرية الولايات المتحدة

### المجال المدني
كندا
- هلفور كندا

 الولايات المتحدة
- كولومبيا للمروحيات.